# Aimé Brisson
Pour les personnes ayant le même patronyme, voir Brisson.
Aimé Brisson (Montréal, 13 septembre 1928 - Laval, 12 février 2023) est un homme politique québécois. Il a été le député libéral de Jeanne-Mance et de Montréal—Jeanne-Mance de 1962 à 1976, année où il sera battu par le Parti québécois.

## Biographie
Aimé Brisson meurt le 12 février 2023 à Laval à l'âge de 94 ans.